# Arões (São Romão)

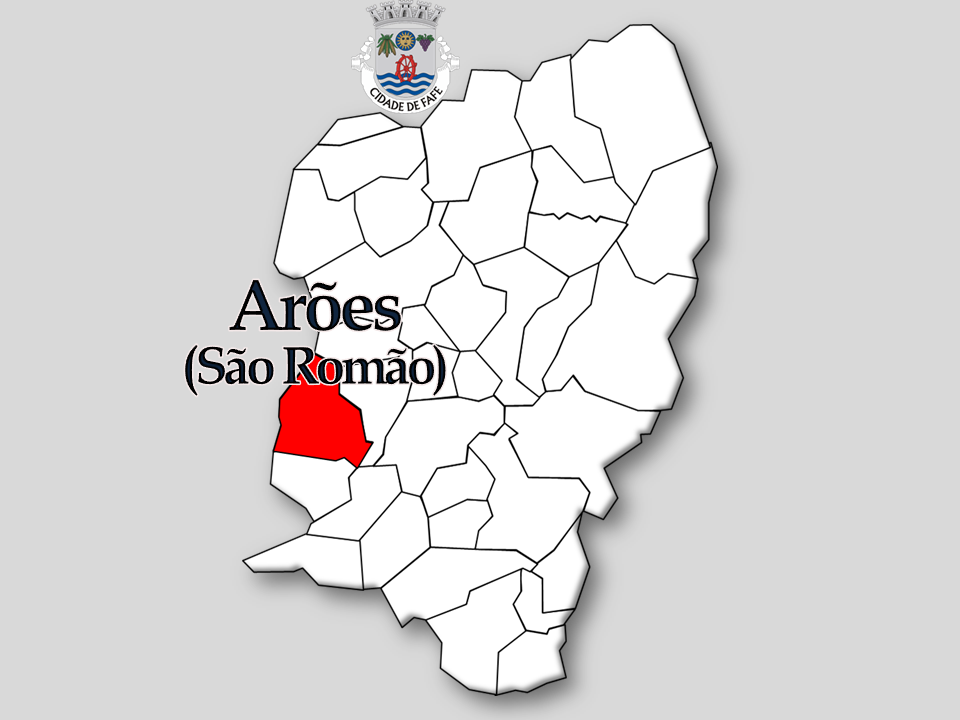
Localização da Freguesia de Arões (São Romão)

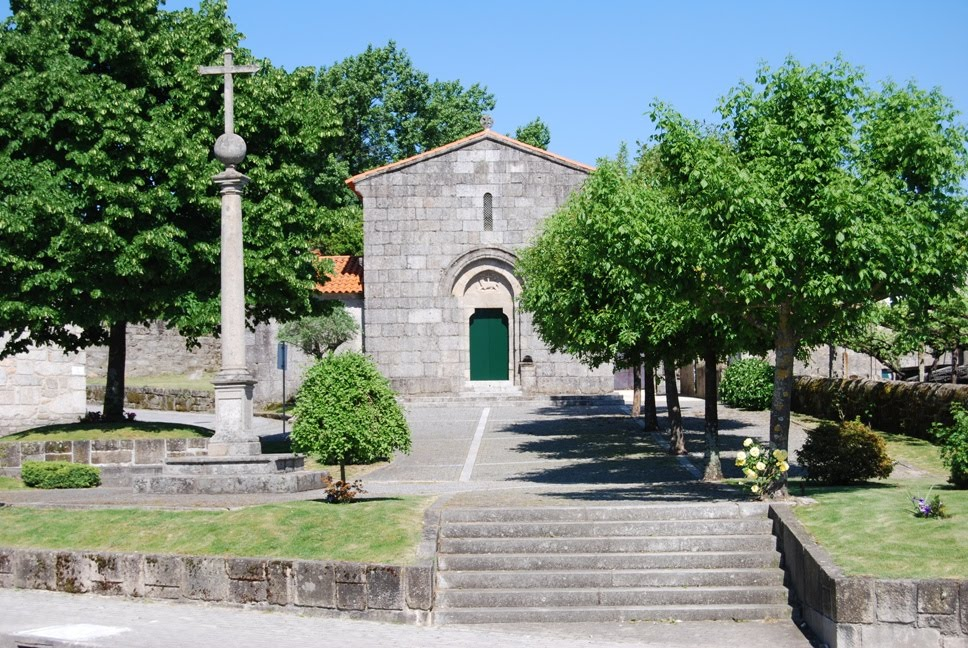
Igreja Românica de Arões São Romão, Fafe

Arões (São Romão) (anteriormente designada São Romão de Arões) é uma vila portuguesa sede da freguesia homónima Arões (São Romão) do Município de Fafe, freguesia com 5,72 km² de área e 3293 habitantes (censo de 2021), tendo, assim, uma densidade populacional de 575,7 hab./km².
A povoação de Arões (São Romão) foi elevada à categoria de vila em 2009.

## Demografia
A população registada nos censos foi:
| Ano  | 0-14 Anos | 15-24 Anos | 25-64 Anos | > 65 Anos |
| 2001 | 662       | 564        | 1740       | 292       |
| 2011 | 586       | 407        | 1899       | 403       |
| 2021 | 472       | 376        | 1864       | 581       |

## História
No ano de 1014 aparece pela primeira vez um documento que consta nos Vimaranis Munumenta Historica, que se refere à freguesia de Arões designando-a como mandamento de Arones. Há quem entenda que Arões deriva de Aron (do germânico ara, altar). Há ainda quem atribua o nome Arões a uma planta, o arão.
Porém, o entendimento é que tal planta apenas apareceu no século XVIII, quando no século XI já se conhecia Arones. Arões não é, no entanto, exclusivo de duas freguesias do concelho de Fafe, antes existe também nos concelhos (de então) de Macieira de Cambra e Vila do Conde. Nas de Fafe, existem os lugares de Torre, Quintã e outros, que bem denotam a existência de uma villa nos tempos da Idade Média.
É sabido que as villas eram em geral designadas pelo nome do proprietário-organizador em genitivo. É conhecido um magnata do século IX e século X que muito bem pode ter sido o fundador da villa ou mandamento Arones ou Aronis. Filho de Fernando e de mãe desconhecida, chama-se Ero em documentos que vão de 899 a 926. Casou com Adosinda e foi avô de Hermenegildo Gonçalves, marido da célebre Mumadona Dias, fundadora do Mosteiro de Guimarães. É, sem dúvida, Ero o pai de Gundesinho - Gundesindus Eroni.
O genitivo Eroni em vez de Eronis, ou melhor, ao lado de Eronis, não surpreende ninguém, porque, como diz e mostra José Leite de Vasconcelos, na pág. 105 da Antroponímia Portuguesa, é encontradiço em nomes germânicos.
O étimo de Arões está, pois, em (villa) Eronis, herdade de Ero. Foi, pois, Ero Fernandes quem organizou o território de Arões e lhe conferiu o próprio nome. O primeiro dos Arões é D. Gil Guedes de Arões, filho de D. Guedes Gomes e de D. Urraca Henriques Portocarreiro.
A divisão de Arões em duas freguesias, São Romão de Arões e Santa Cristina de Arões, data já das primeiras Inquirições (1220), sendo então abade de São Romão, Gomes Martins.
Algumas das leiras de São Romão de Arões eram propriedade do Rei, mas a freguesia não era do padroado real. Não se sabe porém quem era o padroeiro. Nas Inquirições de D. Afonso III (1258), a respeito de São Romão de Arões, refere-se que uma quinta é de Martim Gil e da irmã dele.
Para além disso, a igreja de Arões de São Romão possuía um casal em São Lourenço de Golães, onde D. Martim Gil gozava de certos direitos de parceria com o Mosteiro de Santo Tirso.
Nas Inquirições de D. Dinis (1290), refere-se o seguinte: freguesia de sam Romaom darõoes. A quimtaam que chamam Arões que he de D. Domez e de Lourenço Ganso he prouado que o uiram honrrada dês que sse acordam as testemunhas e douuida de longe.
Foi com certeza nesse lugar que morou Ero Fernandes, organizador da herdade. Em 1290, ainda lá viviam os seus descendentes na posse de direitos imemoriais e no gozo de isenções devidas a pessoas de qualidade. Em 1301 D. Dinis mandou fazer outras Inquirições e diz Aparício Gonçalves, inquiridor de 1308: na ffreguisia de sam Romão darões achey que a quintaam que chamam de Darões e de Steuam Garso (Ganso) e de outros filhos dalgo que am a honrra.
É, pois, vasta a história da freguesia, que para além disso conta ainda com um monumento a sua Igreja Românica, cuja origem divide os estudiosos. O Tombo Paroquial mais antigo que se conhece data de 10 de fevereiro de 1549, tendo sido elaborado no lugar da Nogueira, sendo testemunhas desse ato João de Freitas, morador no lugar do Assento, Gonçalo Pires, de Requeixo, e Diogo da Nóbrega, capelão de São Romão de Arões, todos responsáveis pelas medições, apegações e outras coisas que lhe foram mostradas.
Uma das casas nobres, que mais importância teve até meados do século XVIII, foi a Casa da Ribeira, da família Freitas (Freitas Peixoto / Freitas Guimarães), tronco dos Freitas medievais. Descendem ainda destes Freitas, da Casa da Ribeira, entre outros, os morgados de Sezim (actualmente é pertença do Embaixador António Pinto de Mesquita) e o Morgado da Casa Nova.
Em As Memórias Paroquiais de Arões (S. Romão) (datadas de 1758 e resultado de um inquérito ordenado e dirigido por Sebastião José de Carvalho Melo aos responsáveis de todas as paróquias, com o objetivo principal de conhecer os efeitos no território nacional do grande terramoto de 1755), é referido que a sede da paróquia está situada no meio da freguesia, fazendo-se ainda referência aos lugares de “Assento, Bouço, Tonteio, Campo, Torre, Subtorre Telhado, Pestana, Ribeira, Lage, Estrada, Portal, Penedo, Lameira, Costa, Tras o Laço, Quintão, Ciara, Cerdeira, Souto, Nogueira, Estrufães, Souto da Nogueira, Reguengo, Subaco, Vinha, Devesa, Prelada, Outeirinhos, Crespos, Cancela, Bouça, Outeiro, Boucinha, Venda, Regueiro, Ribeiral, Porto, Carvalhinho, Romada, Azebral, Corteiras, Prendal, Ferreiros, Carvalho, Fonte de Cima, Eirinha, Fonte de Baixo, Fonte do Meio, Casa Nova, Lugar, Lage, Serrado, Soutinho, Barroca, Vinha, Penoussos, Paulinho, Monte, Quinta sub Nogueiras e Carvalho de Lobo”. A maior parte desta toponímia sobreviveu ao tempo e chegou aos nossos dias, dando nome a lugares atuais da freguesia.
Arões de São Romão fez parte do concelho de Guimarães até 1853, altura em que passou a integrar a comarca de Fafe, aquando da grande reforma administrativa do reino efetuada nesse ano.
Em 1874 possuía apenas 764 habitantes. No início do século XX já tinha 894, 1733 em 1970, 3258 no ano de 2001 e hoje tem pouco mais de 3200 habitantes.
De uma aldeia estritamente ligada à agropecuária e ao artesanato, São Romão de Arões há muito que deu um salto para o sector terciário, tendo actualmente uma forte implantação no sector têxtil, mas também no calçado, mobiliário, mármore, construção civil, produção e exportação de vinhos de qualidade, assistência automóvel e outras.
Em 2009, a freguesia foi elevada à categoria de Vila, com a promulgação de Lei 43/ 2009, ficando na sua História a data de 20 de julho desse ano, aquando da aprovação na Assembleia da República do Projeto de Lei 513/ IX. No mesmo ano, foi inaugurado pelo anterior executivo, liderado por José Carvalho Freitas, junto do edifício sede de Junta um monumento evocativo, evocando o desabrochar de uma flor, cuja haste robusta, em granito, e na intersecção de quatro caminhos, significa o caminho histórico das gentes de Arões e o nascer de uma nova época, a ligação às origens e a perspetiva do futuro.
Atualmente o executivo da Junta é presidida por Cláudia Castro e conta com ainda com os vogais João Ricardo Lopes (secretário) e Joel Fernandes (tesoureiro).[carece de fontes?]
Fontes: 
- Tombo da freguesia de Arões (São Romão) (1549), Registo Geral, livro n.º 245, fls. 74-76v, do Arquivo Distrital de Braga.
- Projeto de Lei 513/IX de elevação a vila de São Romão de Arões (Assembleia da República).

## Património
- Igreja de São Romão de Arões - monumento nacional

## Grupo Folclórico da Casa do Povo de Arões
Arões São Romão é uma terra de cultura. Pontifica neste capítulo o Grupo Folclórico da Casa do Povo (fundando em 1979), única associação etnográfica do Concelho de Fafe federada e que conta no seu palmarés com inúmeras participações em festivais folclóricas em Portugal e no estrangeiro (particularmente em cidades e países com forte presença de emigrantes). Este Grupo é ainda responsável pela realização do Festival Nacional e Internacional de Folclore de Fafe, certame que decorre anualmente, no final de Julho. Entre os temas que compõem o seu repertório musical contam chulas, “Vira Corrido” ou a “Cana Verde das Espadeladas”.

## Arões Sport Clube
É uma das maiores instituições da freguesia, fundado em Setembro de 1991. Este clube desportivo tem como principal actividade o futebol amador, contando, para além da equipa principal (sénior), com todos os escalões de formação. Na presente temporada (2015/2016), disputará o Campeonato Nacional de Seniores, ponto mais alto da sua história. O clube tem ainda uma equipa de futsal (sénior) a disputar o campeonato da Associação de Futsal de Fafe.

## Lugares
Na freguesia encontram-se os lugares da Portela, Torre, Sub-Torre, Quintã, Lama, Bouçó, Porinhos, Agras, Penedo, Oleiros, Paul, Ferreiros, Pestana, Pinhoi, Picadouro, Teixeiras, Suvaco, Estalagem, Bouça, Prelada, Devesas, Lage, Lameiro, Requeixo e Sub-Nogueiras.

## Atualmente
Arões de São Romão é atualmente uma freguesia eminentemente industrial, sendo o sector têxtil e a prestação de serviços os principais eixos da sua actividade económica. Na área dos mármores e das bloqueiras também possui um forte incremento e, na área agrícola, especial destaque para a produção de vinho, do qual se destaca o da Quinta da Naíde, que já por diversas vezes foi premiado. Tem ainda uma forte componente de mão-de-obra na área da construção civil e no comércio.
A sua via estruturante principal é a EN 206 que liga Fafe a Guimarães e está a ser preparado o projeto pela EP para a construção do Nó de Arões para permitir o acesso à EN 101 e à EN 206/Ligação da Circular de Guimarães à Variante de Fafe.